# انزو روکو
انزو پابلو روکو روکو (اسپانیایی: Enzo Pablo Roco Roco‎؛ زادهٔ ۱۶ اوت ۱۹۹۲) بازیکن فوتبال اهل شیلی است.

## باشگاهی
از باشگاه‌هایی که در آن بازی کرده‌است می‌توان به الچه، اسپانیول، و باشگاه فوتبال کروز آزول اشاره کرد.

## تیم ملی
وی همچنین در تیم ملی فوتبال شیلی بازی کرده‌است.